# Plenodomus tracheiphilus
Plenodomus tracheiphilus (Petri) Gruyter, Aveskamp & Verkley – gatunek grzybów z klasy Dothideomycetes. Mikroskopijny pasożyt roślin, w Unii Europejskiej jest organizmem kwarantannowym.

## Systematyka i nazewnictwo
Pozycja w klasyfikacji według Index Fungorum: Plenodomus, Incertae sedis, Pleosporales, Pleosporomycetidae, Dothideomycetes, Pezizomycotina, Ascomycota, Fungi.
Po raz pierwszy opisał go w 1929 Lionello Petri, nadając mu nazwę Deuterophoma tracheiphila. Obecną, uznaną przez Index Fungorum nazwę nadali mu w 2013 Johannes de Gruyter, Maikel M. Aveskamp i Gerard J.M. Verkley. Synonimy:
- Bakerophoma tracheiphila (Petri) Cif. 1946
- Deuterophoma tracheiphila Petri 1929
- Phoma tracheiphila (Petri) L.A. Kantsch. & Gikaschvili 1948

## Morfologia
W obszarach martwiczych na żywych łodygach roślin tworzy czarne pyknidia o średnicy 100–180 µm, kształcie od kulistego do soczewkowatego. Ich wielokomórkowa ściana komórkowa złożona jest z zewnętrznych zesklerotyzowanych i głęboko pigmentowanych komórek oraz wewnętrznych, szklistych, cienkościennych komórek pseudoparenchymatycznych. Komórki konidiotwórcze enteroblastyczne, fialidowe, szkliste, proste, ampułkowate, z dobrze wykształconymi kołnierzykami, całkowicie wyściełające wnętrze jamy pyknidiów. Konidia (fialospory) skupione w śluzowatych główkach, szkliste, jednokomórkowe, proste lub zakrzywione, z zaokrąglonymi wierzchołkami, 2–3 × 1 µm; w hodowli konidia są wytwarzane swobodnie na strzępkach. Konidiofory proste, czasami rozgałęzione.
Poraża wiązki przewodzące w drzewach cytryny zwyczajnej. Powoduje to nagłe więdnięcie i obumieranie liści. Jeśli infekcja nastąpi u podstawy drzewa lub przez korzenie, rozwój choroby jest szybki i całe drzewo ginie. Słownik polskich nazw chorób uprawnych podaje, że powoduje chorobę o nazwie osłabienie wzrostu chryzantemy.